# Supaul (distrikt)
Supaul (bihari: सुपौल जिला) er et distrikt i den indiske delstat Bihar. Distriktets hovedstad er Supaul. 

## Demografi
Ved folketællingen i 2011 var der 2,228,397 indbyggere i distriktet, mod 1,732,578 i 2001. Den urbane befolkningen udgør 4,74 % af befolkningen.
Børn i alderen 0 til 6 år udgjorde 19,05 % i 2011 mod 21,20 % i 2001. Antallet af piger i den alder per tusinde drenge er 942 i 2011 mod 925 i 2001.